# Le Istitutioni Harmoniche
Il coro Le Istitutioni Harmoniche è un ensemble polifonico di Verona, nato nel 1983.

## Storia
Il coro "Le Istitutioni Harmoniche" - che prende il nome dal titolo del trattato musicale di Gioseffo Zarlino del 1558 - è un gruppo misto formato esclusivamente da cantori non professionisti in grado di proporre sia concerti a cappella legati alla polifonia rinascimentale, sia programmi monografici su musiche di vari periodi, che prevedono la partecipazione di ensemble musicali di diversa composizione. Svolge attività concertistica in Italia ed all'estero proponendo anche allestimenti scenico-teatrali in costume d'epoca.
Nel corso degli anni il repertorio del coro si è progressivamente allargato fino ad includere il periodo Romantico e pre-Romantico e Ceciliano, con autori quali Felix Mendelssohn, Johannes Brahms e Gioachino Rossini. Attorno agli anni 2002-2003 il coro si è avvicinato anche all'elaborazione di melos popolari provenienti dalla tradizione orale proponendo in concerto un programma sinora inedito di brani appartenenti alla tradizione veneta e trentina preziosamente armonizzati per coro e quartetto d'archi da Mauro Zuccante, la cui esecuzione ha riscosso ottimo successo di pubblico e di critica.
Il coro ha visto tra i suoi direttori Marco Longhini, Filippo Maria Bressan, Mauro Zuccante, Sandro Filippi e Lucia Vallesi.